# Laetmonice batheia
Laetmonice batheia är en ringmaskart som beskrevs av Horst 1916. Laetmonice batheia ingår i släktet Laetmonice och familjen Aphroditidae. Inga underarter finns listade i Catalogue of Life.